# 味噌
味噌（みそ）は、大豆を高濃度食塩下で発酵させた塩味発酵調味料。醸造の過程で米や麦などの穀類から作られた麹あるいは大豆そのものを麹として発酵・熟成させたもので日本の伝統的な発酵食品の一つである。日本料理（和食）の代表的な材料として、日本国外にも知られている。

## 概要
稲作文化圏のアジアでは大豆などの豆類を原料とした穀醤が発達した。中国では伝統的に醤（ひしお）や鼓（し / くき）といった発酵食品が作られていたが、味噌はこの醤や鼓を原型に豆味噌のような食品として伝来した未醤（みそ）が起源になっている。
「味噌」の表記は平安時代から用いられるようになったが、「噌」という文字が日本で創られ、味噌以外の用法がないことからも日本独自の食品とされている。なお、醤をルーツとする調味料には中国の豆板醤や韓国のコチュジャンがあり、その類似性から日本では唐辛子味噌などと呼ぶことがある。
日本農林規格（JAS 0022）では「みそ」と表記され、以下のように定義されている。
味噌は使用する麹の原料により米味噌、麦味噌、豆味噌、さらに調合味噌に分けられる。具体的には、米味噌は大豆に米麹を加えて発酵させたもの、麦味噌は大豆に麦麹を加えて発酵させたもの、豆味噌は大豆の麹で発酵させたものである。また、調合味噌は米味噌、麦味噌、豆味噌のうち2種類以上混合した味噌、また米麹、麦麹、豆麹のうち2種類以上を混合して製造した味噌をいう。以上は日本農林規格に定義が置かれ（規格上は米みそ、麦みそ、豆みそ、調合みそ）、品質表示の対象とされており普通味噌と総称されている。一方、普通味噌以外の味噌を加工味噌といい、金山寺味噌などの醸造なめ味噌と、鉄火味噌などの加工なめ味噌がある。
また、味噌は色の濃淡により白味噌、淡色味噌（中味噌）、赤味噌に分けられる。
なお、日本農林規格（JAS 0022）4.1では味噌の生産に用いる麴菌（こうじ菌）はAspergillus oryzae（ニホンコウジカビ）でなければならないとしている。
江戸時代の本朝食鑑にはその健康増進効果から味噌汁は「医者殺し」と当時から言われていた。味噌には原料大豆に含まれる機能性成分のほかに、醸造によって二次的に生成される機能性成分も多く、その生理・生体調節機能について研究が進められている。
「味噌」はMiso、味噌汁はMiso Soupとして、英語圏地域の人にも日本のものとして親しまれている。

## 歴史

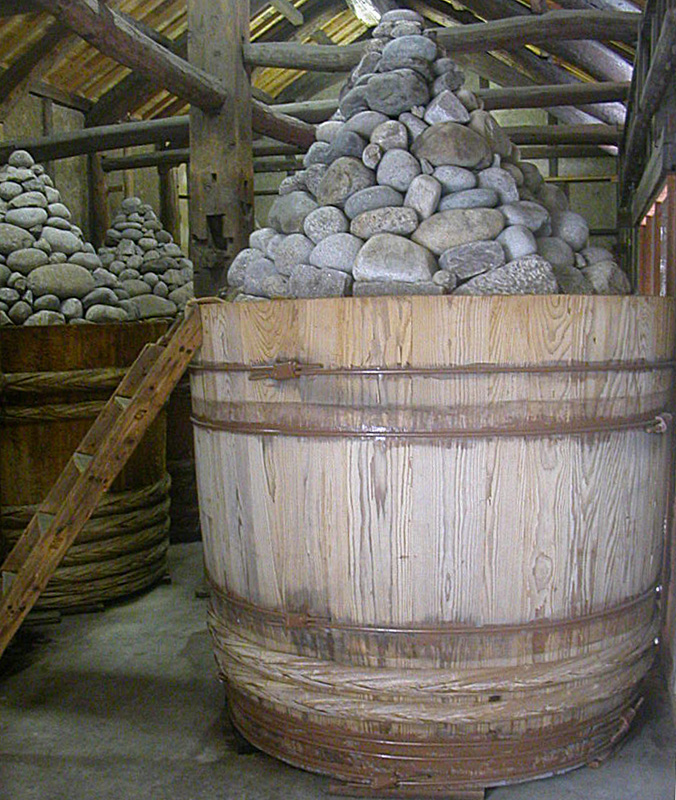
味噌蔵の木桶（愛知県岡崎市のまるや八丁味噌）

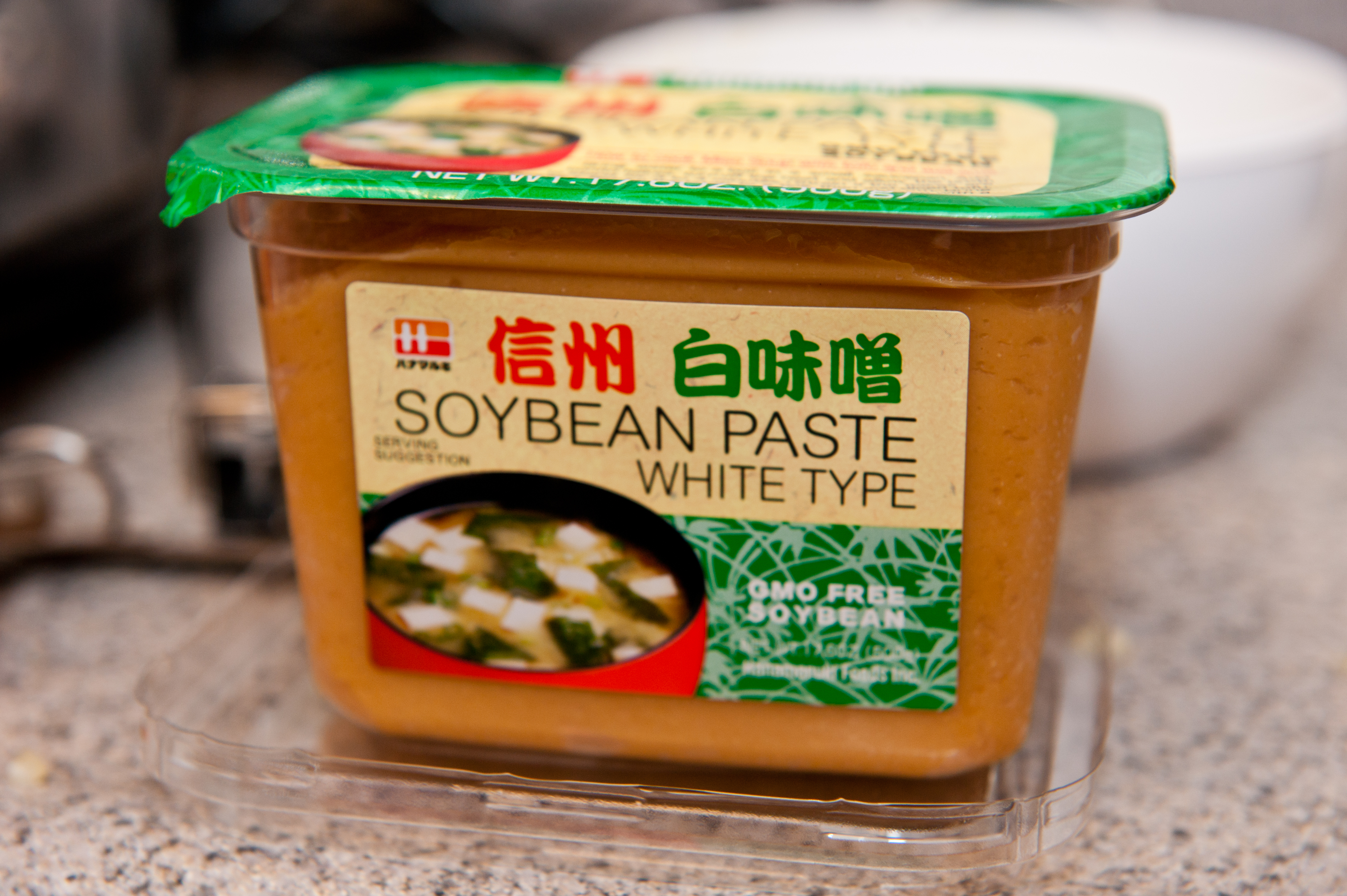
現在市販されている味噌はプラスチック製の容器に機械で詰められて売られていることが多い（写真は白みそ）

### 起源
味噌の起源は古代中国の「醤」とされるが、日本にいつどのような状態のものが伝来したかはよくわかっておらず、中国からの伝来に重点を置く説と日本独自の発展に重点を置く説がある。また、伝来についても、中国の径山寺の禅僧によって中国大陸から直接伝来したとする説、高麗人によって中国から朝鮮半島を経由して伝来したとする説、これらのルートが共にあったとする説の3つの説に分かれている。
いずれにしても古代中国の醤を根源としながら日本で工夫を重ねて独自の製法によって造られるようになった調味料とされる。
現在の味噌の起源に連なる最初は、奈良時代である。当時の文献に「未醤」（みさう・みしょう：まだ豆の粒が残っている醤の意味）と呼ばれた食品の記録がある。藤原京（700年前後）の遺跡からは、馬寮（官馬の飼養などを担当する役所）から食品担当官司に醤と末醤を請求したものとして、表は「謹啓今忽有用処故醤」、裏には「及末醤欲給恐々謹請 馬寮」と書かれた木簡が発掘されている。

### 中世
「味噌」の文字の初出は平安時代後期の『扶桑略記』とされる。
平安時代の味噌はそのまま食べたり豆腐や野菜に塗ったりする調味料（なめ味噌やおかず味噌）で、一部の上流階級の人々のみが食する贅沢品だった。
鎌倉時代に精進料理が伝来すると、寺院を中心に味噌づくりや味噌を使った食文化が展開した。特に粒味噌をすり潰した「すり味噌」の発明により味噌汁が考案されたのも鎌倉時代であり、味噌が調味料として重要な役割を果たすようになった。さらに鎌倉時代の後期には庶民仏教の広がり、すり鉢の浸透などを背景に、農民たちによる自家用の味噌づくりが行われるようになった。
室町時代になると、各地で味噌が発達した。その背景には大豆生産が奨励されたことがあり「たれ味噌」や「唐味噌」など種類の多様化が進展した。
戦国時代には主に糠が原料とされたが、高タンパクの発酵食品で消化酵素も多く含むことから兵糧（陣中食）として重宝され、加工品の芋がら縄も含め、兵士の貴重な栄養源になっていた。

### 近世
江戸時代には醤油が普及するまで味噌をベースとする調味料が多く用いられた。
各地の風土・気候を反映し、材料比率を変えたり熟成方法などが異なる多様な味噌が製造された。
江戸時代の『本朝食鑑』には「玉味噌というものあり。煮豆を半煮えで庖丁で砕き粗い細かさにして麹は少なく塩は多く揉み合せ、玉にし鞠の大きさにする。これを藁で包み縄で縛り、これを軒下につなげ、年が過ぎて使う。これは下等品である。または煮えた大豆を使い麹、塩を混ぜ米糠を合せて造る。これは最下等品である。長期保存しても腐らないため下々の者は好む」（大意） とある。

### 明治時代
明治時代の国語辞典である『言海』は味噌の分類として以下の3種をあげる。その記述では、当時の赤味噌と白味噌は材料の豆や麹が異なったという。
- 白味噌 - 豆の皮を取り、白麹で作る。色が白く甘い。
- 赤味噌 - 白大豆で作る。色が赤い。
- 玉味噌 - 豆を臼で砕かず包丁で刻み、藁に包んで熟成させる。下等品だったという。

明治時代末期に日本陸軍糧秣廠に勤めていた河村五郎（日出味噌創業者）が、麹の働きを温度管理で調節する味噌速醸法を考案。醸造時間は数ヶ月に短縮することが可能となった。当時、東京で主流となっていた仙台味噌の醸造法とともに全国に普及した。

### 大正時代
1926年（大正15年）に「最新醤油味噌醸造法」栂野明二郎 著 醸造評論社 が発行されている。本書は、国立国会図書館のデジタルライブラリで閲覧可能である。当時の醤油味噌の製造方法がわかる。

### 昭和時代
戦前の東京では、河村が開発した味噌速醸法を元にした早造り仙台味噌（早仙）が普及。第二次世界大戦中には、食糧統制下で全国味噌組合方式（全味式）へと発展し、配給味噌の基準製法になった。
戦時中の配給制度では、1942年2月1日より大都市および近郊都市に限り配給が行われることとなった。具体的な対象地域は東京市、神奈川県の7市、愛知県の6市、大阪府の7市1町、京都市、兵庫県の8市21町村。割当量は年齢を問わず関東地方では1人6匁/日、関西地域では3.3匁/日となっていた。
配給にあたり全国の味噌製造会社で製造された味噌は、1941年に設立された全国味噌統制会社が一元的に買い上げた後、地方統制会社を通じて配給された。
昭和30年代後半までは、農村では多くの農家が味噌を家庭で自作し、昭和40年代の高度成長期とともに自家製味噌は減っていた。とはいえ、仕込み味噌とよばれる味噌を買い、発酵と熟成は家庭で行うということがその後20年は続いた。
1979年度（昭和54年度）後期より国家資格である技能検定制度で、みそ製造技能士1級、2級試験がはじまった。

### 現代
2000年（平成12年）以降は、みその出荷量は単調減少で、2015年（平成27年）には2000年比（平成12年）2割近い落ち込みである。2000年（平成12年）以降デパートでのみその出荷は4分の1以下になっている。
2009年（平成21年）8月、みそソムリエ制度が設けられた。

## 味噌の種類

### 原料による分類
原料では米味噌、麦味噌、豆味噌の3種類と調合味噌に分けられ、それぞれ日本農林規格（JAS 0022）で定義されている（JASでは米みそ、麦みそ、豆みそ、調合みそと表記）。
- 米みそ - みそのうち、大豆（脱脂加工大豆を除く。）を蒸煮したものに、米こうじを加えたものに食塩を混合したもの[4]
- 麦みそ - みそのうち、大豆（脱脂加工大豆を除く。）を蒸煮したものに、麦こうじを加えたものに食塩を混合したもの[4]
- 豆みそ - みそのうち、大豆（脱脂加工大豆を除く。）を蒸煮してこうじ菌を培養したものに食塩を混合したもの[4]
- 調合みそ - みそのうち、米みそ、麦みそ又は豆みそを混合したもの、米こうじに麦こうじ又は豆こうじを混合したものを使用したもの等米みそ、麦みそ及び豆みそ以外のもの[4]。ほうとうに用いる甲州味噌などがある[31]。

以上の米味噌、麦味噌、豆味噌、調合味噌を普通味噌というのに対し、金山寺味噌のような普通味噌以外の味噌を加工味噌という（加工味噌については後述）。

### 味による分類
味噌は甘味噌、甘口味噌、辛口味噌の3つに分けられる。味噌の辛さの度合いは食塩量のほか麹歩合によって決まる。麹歩合は原料の大豆に対する米や麦の比率をいい、塩分が一定でも麹歩合が高ければ甘口になる。甘味噌に分類されるものに西京味噌や江戸甘味噌、甘口味噌に分類されるものに相白味噌や御膳味噌、辛口味噌に分類されるものに信州味噌や仙台味噌がある。

### 色による分類

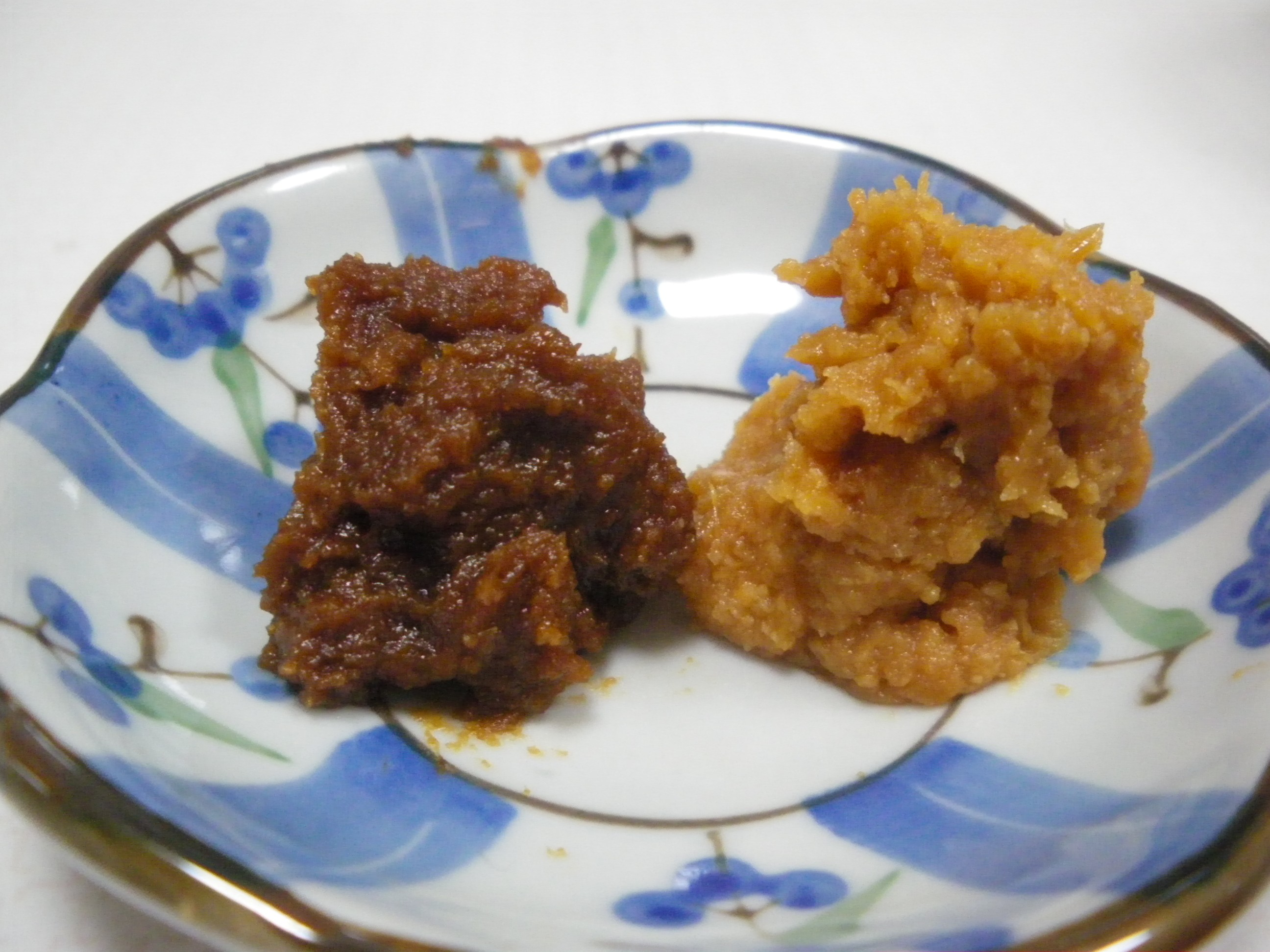
赤味噌の一つ・江戸甘味噌（左）と淡色系の信州味噌（右）

味噌の色の濃淡により白味噌、淡色味噌（中味噌）、赤味噌に分けられる。色の濃淡は原料大豆の処理方法の違い、香味の差は醸造期間の長短によって生じる。熟成期間の長い赤味噌は保存のために塩分濃度が高い傾向にあるが、高温で超短期間に熟成を終える赤味噌である江戸甘味噌は塩分濃度が低く甘い。
米味噌、麦味噌、豆味噌のいずれにも赤味噌が存在する。北関東では、大麦を使った赤味噌が造られている。
中京地域の一部では、黒い八丁味噌も含め赤味噌と呼び、その味噌汁を赤だしとよぶ。

### 具体的分類
味噌は以上の分類の組み合わせで区別され、米麹を用いた米味噌の「甘味噌・赤」や「甘味噌・白」のように分類される。
| 種類   | 味と色   | 味と色   | 麹歩合（%） | 塩分（%） | 醸造期間   | 主な産地                                              | 例         |
| ------ | -------- | -------- | ----------- | --------- | ---------- | ----------------------------------------------------- | ---------- |
| 米味噌 | 甘味噌   | 白       | 15 - 30     | 5 - 7     | 5 - 20日   | 近畿地方、中国地方、瀬戸内 （岡山、広島、山口、香川） | 関西白味噌 |
| 米味噌 | 甘味噌   | 赤       | 12 - 20     | 5 - 7     | 5 - 20日   | 東京                                                  | 江戸甘味噌 |
| 米味噌 | 甘口味噌 | 淡色     | 8 - 15      | 7 - 12    | 5 - 20日   | 静岡、九州                                            | 相白味噌   |
| 米味噌 | 甘口味噌 | 赤       | 10 - 15     | 11 - 13   | 3 - 6カ月  | 徳島、その他                                          | 御膳味噌   |
| 米味噌 | 辛口味噌 | 淡色     | 5 - 10      | 11 - 13   | 2 - 3カ月  | 関東甲信越、北陸、その他                              | 信州味噌   |
| 米味噌 | 辛口味噌 | 赤       | 5 - 10      | 11 - 13   | 3 - 12カ月 | 関東甲信越、東北、北海道 その他                       | 仙台味噌   |
| 麦味噌 | 甘口味噌 | 甘口味噌 | 15 - 25     | 9 - 11    | 1 - 3カ月  | 九州、中国、四国 日本海沿岸                           | 薩摩味噌   |
| 麦味噌 | 辛口味噌 | 辛口味噌 | 8 - 15      | 11 - 13   | 3 - 12カ月 | 九州、中国、四国 関東北部                             | 長崎味噌   |
| 豆味噌 | 辛口味噌 | 辛口味噌 | 全量        | 10 - 12   | 5 - 20カ月 | 中京（愛知、三重、岐阜）                              | 八丁味噌   |

## 加工味噌

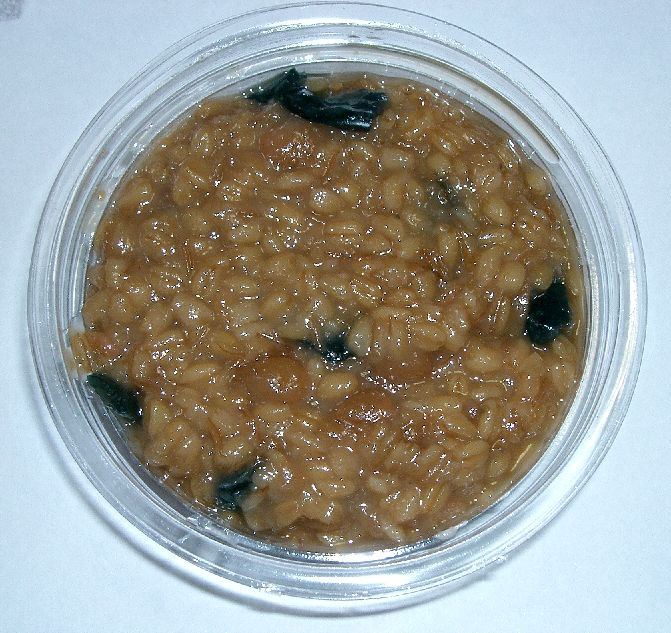
金山寺味噌

日本農林規格（JAS）の品質表示基準の対象となる米味噌、麦味噌、豆味噌、調合味噌を普通味噌というのに対し、これ以外の金山寺味噌のような普通味噌以外の味噌を加工味噌という。具体的には、おでん味噌、中華風練みそ、クルミみそ、ピーナッツ・ゴマみそ、レモンみそ、木の芽みそ、卵黄みそ、にんにくみそ、しょうがみそ、酢みそ、赤唐辛子みそ、鉄火みそ、焼みそなどがある。
加工味噌には金山寺味噌などの醸造なめ味噌と、鉄火味噌などの加工なめ味噌がある。
- 金山寺味噌 - 和歌山県
- はまなみそ - 福井県[36]

## 全国の味噌
日本各地で味噌は作られているが、各地方で材料・風味・色にそれぞれ特徴があり、地方色の強い食材でもある。

### 米みそ
米麹を用いて醸造した味噌である。

#### 主な米味噌
- 北海道味噌- 北海道
- 津軽味噌 - 青森県
- 秋田味噌 - 秋田県
- 仙台味噌 - 宮城県
- 会津味噌 - 福島県
- 江戸甘味噌 - 東京都
- 信州味噌 - 長野県
- 相白味噌 - 静岡県
- 越後味噌 - 新潟県
- 佐渡味噌 - 新潟県
- 越中味噌山吹味噌 - 富山県
- 加賀味噌 - 石川県
- 西京味噌 - 京都府
- 桜味噌 - 大阪府
- 府中味噌 - 広島県
- 讃岐味噌 - 香川県
- 御膳味噌 - 徳島県

### 麦みそ
大豆と大麦又ははだか麦を発酵・熟成させたもの。歴史的には農家で自家用味噌として作られてきたもので「田舎味噌」と呼ばれることもある。ただし、工業生産が行われているのは、九州地方、四国地方、中国地方と関東地方の一部に限られている。麦みその出荷は2007年以降、豆味噌を下回っている。
愛媛県宇和島市などの西日本地方の一部では、大豆を使わない（麦と塩のみで製造した）「麦みそ」が伝統食品として造られているが、2022年10月になって愛媛県宇和島保健所が宇和島市内の5業者に対し「商品名に『みそ』や『麦みそ』という単語を使用してはならない」という主旨の改善指導を文書などで行った。その根拠としては、食品表示法に基づく「みそ品質表示基準」（平成12年12月19日農林水産省告示第1664号）において「麦みそ」を「大豆を蒸煮したものに、大麦又ははだか麦を蒸煮してこうじ菌を培養したもの（麦こうじ）を加えたものに食塩を混合し、これを発酵させ、及び熟成させた半固体状のもの」と定義しており、原材料に大豆を用いることが前提とされていることにある。ただし、これまで保健所からの指摘はなく業者は困惑している。また愛媛県南予地方局からは、大豆を使わないのに「麦みそ」と表記することが景品表示法上の「優良誤認」にあたるとして改善指導を行ったが、業者がTwitterに投稿した内容がメディアに大きく報道されると、当局は業者に謝罪して指導を取り消した。「麦みそ」の表記については話し合いが行われるという。

#### 主な麦味噌
- 島原味噌 - 長崎県
- 薩摩味噌 - 鹿児島県

### 豆みそ

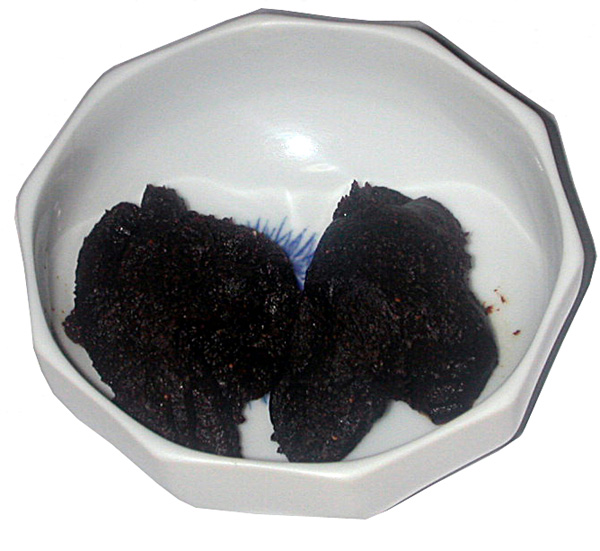
八丁味噌

豆味噌は米や麦を使用せずに、原料大豆の全量を麹にした味噌である。他の味噌がバラ麹を使うのに対し、豆味噌では蒸した大豆を搗いてから丸めた成型麹を使う。食塩濃度は10 - 11%。愛知県、岐阜県、三重県のみで製造されており、八丁味噌、名古屋味噌、三州味噌、たまり味噌などがある。

#### 主な豆味噌
- 八丁味噌 - 愛知県
- 赤味噌 - 愛知県

### 南西諸島特産の味噌

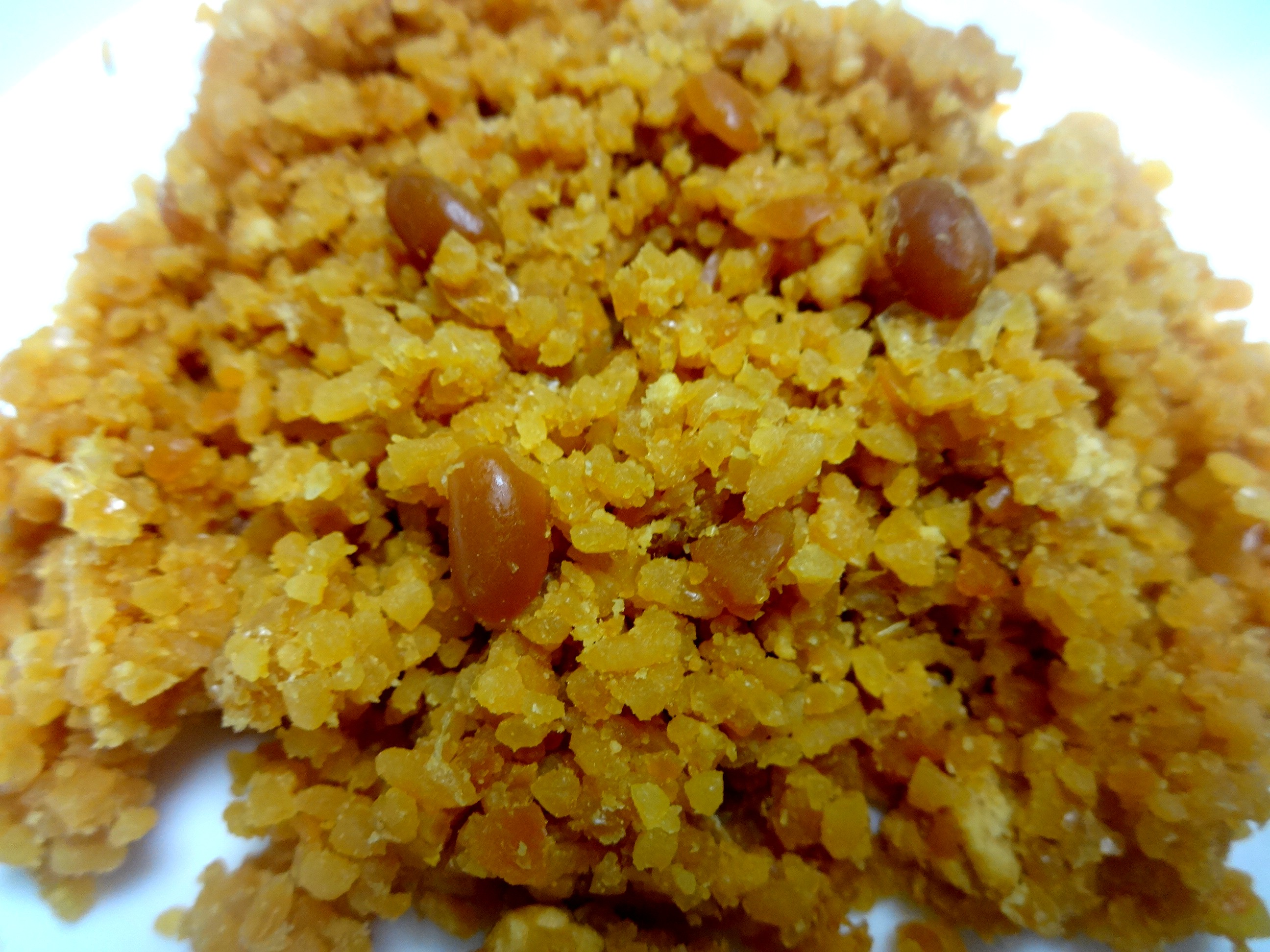
奄美大島のソテツのなり味噌

奄美群島から沖縄にかけての南西諸島では米や麦の生産が乏しかったため蘇鉄味噌（ソテツ味噌）など独特な味噌類がある。

#### 各種の味噌類
『南島雑話』では蘇鉄味噌のほか以下のような味噌類が紹介されている。
- 大和味噌（よか味噌） - 大豆と麹を等量で混ぜ合わせ塩を加えて作るが、奄美大島では大豆が多く取れなかったためサツマイモやアズキなども用いた[41]。
- 垂糟味噌 - 焼酎の蒸留時に得られる蒸留糟を麹に加えて作った味噌[41]。
- 糠味噌 - 焼酎の蒸留時に得られる蒸留糟から作った麹に糠を加えて作った味噌[41]。
- 椎味噌 - シイの実を麹とし、大豆を加えて作った味噌[41]。
- 百合味噌 - ユリの根を麹とし、大豆を加えて作った味噌[41]。
- テーチ味噌 - テーチ木（シャリンバイ）を麹とし、大豆を加えて作った味噌[41]。

#### 蘇鉄味噌
ソテツの実（ナリと呼ぶ）を原料とする味噌でナリ味噌やヤナブ味噌などとも呼ぶ。蘇鉄味噌は市販されており、家庭で作られる例は少なくなっている。

## 味噌の製造法
味噌は大豆を原料とし、米味噌は米を使用した麹、麦味噌は大麦や裸麦を使用した麹、豆味噌は大豆自体を使用した麹で仕込んだものである。原料の大豆はいずれも選別、洗浄、浸漬、蒸煮を行う。

### 米味噌及び麦味噌
米味噌に使用する米麹、麦味噌に使用する麦麹は、原料の米または麦（皮麦または裸麦）を精白、洗浄、浸漬、蒸し、冷却した上で種麹の製造を行う。米味噌や麦味噌の製造では醸造用の麴（塩切り麹）とするために塩を加える「塩切り」の工程がある。その後、米麹または麦麹、蒸煮（じょうしゃ）して冷却した大豆、発酵菌や食塩水を混合して発酵、熟成、掘り出し、調熟を行う。

### 豆味噌
豆味噌は大豆自体を使用した大豆麹から作られるが、選別、洗浄、浸漬、蒸煮の後に豆味噌に特有の味噌玉を作る工程がある。味噌玉は蒸煮後に約60℃まで冷却した原料を、八丁式（八丁味噌）では直径45 - 65mm、一般的豆味噌では直径19mmの小玉または直径30mmのやや大玉にまとめ、これに種麹と香煎の混合物を付着させて麹を製造する。香煎は大麦または裸麦を煎って粉末状にしたもので、種麹の分散増量剤であるとともに表面の凝結水の吸収、味噌玉間の結着防止などの役割がある。熟成の期間は天然熟成の場合は6カ月から12カ月程度、加温熟成の場合は4カ月から6カ月程度である。

## 味噌の栄養価
実際の栄養価は、原料ダイズの生育環境、品種、発酵に参加する菌株、副原料の添加量など多くの要素によって変動するため参考値である。
味噌には以下のような成分が含まれる。
- たんぱく質
- グルタミン酸をはじめとする各種アミノ酸
- 酵素
- イソフラボン
- コリン
- レシチン

## 味噌の健康影響

### 善玉菌
近年、ハーバード大学医学部では善玉菌の摂取を熱心に推奨しており、味噌は漬物や昆布茶とともに日本の伝統的な健康食品として紹介された。ハーバード大学医学部の考え方は、できるだけ多くの善玉菌を摂取する必要があるということである。したがって、味噌を食事の一部にすることは非常に良いと考えられている。

### 胃がん
ハーバード大学医学部が味噌を推奨しているのは事実であるが、学術的に質の高い証拠とされる統計的メタ分析によれば、味噌の摂取と胃がんには確かに相関関係がある。

### 麹のアスペルギルス属としての毒性の欠落
コウジカビ（麹黴）は、アスペルギルス ( Aspergillus ) 属に分類されるごく普通の不完全菌の一群である。このうち、ニホンコウジカビ（Aspergillus oryzae、アスペルギルス・オリゼー）など、一部のものが麹菌として味噌や醤油、日本酒を作るために用いられてきた。発酵食品の製造に利用される一方で、コウジカビの仲間にはヒトに感染して病気を起こすものや、食品に生えたときにマイコトキシン（カビ毒）を産生するものがあり、医学上も重要視されているカビである。熱帯から亜熱帯地域にかけて生息するアスペルギルス・フラバス (Aspergillus flavus) などのカビによりアフラトキシンが生成され、紫外線の照射により強い蛍光を発する。1960年にイギリスで七面鳥が大量死した際の分析中にアフラトキシンが発見された。なお、1960年代に麹菌のA. oryzae（ニホンコウジカビ）やA. sojae（ショウユコウジカビ）でアフラトキシン生成が疑われたが、アフラトキシンを生成する機能は失われている事が判明している。

### 大豆の健康への効果
大豆は、タンパク質やカルシウムを多く含むため、栄養源として重要である。大豆の可食部乾燥重量100g中で、417kcal、水分12.5g、タンパク質35.3g、脂質19.0g、炭水化物28.2gの栄養価がある。
さらに、大豆に含まれるゲニステイン(en)、ダイゼイン(en)、グリシテイン(en) などのイソフラボンは、大豆イソフラボンと総称され、弱い女性ホルモン作用を示すことから骨粗鬆症や更年期障害の軽減が期待できる。これらの作用から、大豆製品の中には特定保健用食品に指定されている物もある。骨粗鬆症予防効果、更年期障害の緩和に加えて、抗動脈硬化作用の可能性もある。また、乳がんや前立腺がん等の予防にも効果があることが、疫学的な調査で明らかになってきており、特にイソフラボン配糖体のゲニステインという物質に、腫瘍の血管新生を抑える効果があり、それにより腫瘍の増殖を抑制することがわかってきた。
その他の大豆の健康への効果は、ダイズ#健康への影響を参照のこと。

### 発酵や熟成の健康への効果
発酵によって作られる脂肪酸エチル（カルボン酸エチルエステル）類が、ガンを引き起こす変異原の力を抑制するという説がある。味噌汁を飲む回数が多い人は、胃がん死亡率が低くなるという調査結果がある（1981年がん学会）。動物実験では、肺癌、胃癌、乳癌、肝臓癌、大腸癌の抑制効果が認められ、味噌の熟成度が高いほど効果が高かった。味噌に含まれるイソフラボンが癌増殖を抑制し、アポトーシスを誘発するのではないか、さらに、味噌の熟成によりイソフラボンが配糖体からアグリコン型に変化しさらに癌を抑制する効果が高まるのではないか、あるいは、熟成が進行している元気な味噌には癌予防を含めた生理活性物質が産生されるのではないか、と言われている。血圧低下の効果もあると言われている。
また、味噌の熟成に伴うメイラード反応によって生成する褐色色素のメラノイジンは、in vitroでは抗酸化作用、活性酸素消去活性、ヘテロ環アミノ化合物（発癌物質）に対する脱変異原活性などを有するとされている。味噌は優れた抗酸化能力を有し、味噌のラジカル捕捉能力はその大半をメラノイジンが担っており、味噌の色調が濃いほどその能力が高まっているとされている。

### 美肌効果
マルコメと東京工科大学の研究者らとの共同研究により、味噌には肌の保湿やきめを改善する効果のあることが発見された。これは、味噌の抽出物が、角層でセラミドを合成する酵素を活性化させることが原因という。

### 塩分の有害性
1990年代の研究では塩分摂取量と胃癌の発生率には正の相関があること報告された。ただし味噌の塩分による胃がん発生率上昇のリスクは同量の食塩よりも低い。また、通常高血圧を引き起こす塩分だが、味噌は血圧をほぼ上げない可能性が動物実験から示唆されている。味噌の大豆タンパクが血圧下降に作用していると思われる。

### 異物混入
1979年、国民生活センターは、テレビコマーシャルも行われている大手企業などの味噌から異物を検出したと発表。無作為に購入した味噌30銘柄を調べたもので、16銘柄からダニ、昆虫片、ネズミの毛などが見つかった。ダニはこうじにつきやすいこと、昆虫は原料につきやすいコクゾウムシ由来と考えられた。ネズミについてはサルモネラ菌を媒介する恐れもあり、生のまま食べる可能性も踏まえれば問題であるとし、衛生管理には十分な配慮が必要との警告を出している。

## 味噌を主とする食材・料理
- 食材
  - 朴葉味噌 - 岐阜県・長野県
  - 南蛮味噌（神楽南蛮味噌） - 新潟県
  - 油味噌 - 豚肉の脂肪と味噌を炒め合わせた南西諸島の常備菜。アンダンスー。
  - 芋がら縄 - 戦国時代の保存食。
- 主菜・主食
  - 味噌おでん - 茹でたこんにゃくに味噌を塗って食べる田楽。
  - 味噌煮込みうどん - 生麺を八丁味噌仕立てのだしでそのまま煮込んだ愛知県（名古屋地域）のうどん
  - 味噌ラーメン - 札幌ラーメン、信州味噌ラーメンなど味噌を主体にしたご当地ラーメンが全国各地にある。
  - なめろう - 生の魚の身と味噌を混ぜたペースト状の料理。
  - 味噌カツ - 豚カツのソースとして赤味噌仕立てのたれをかけた料理。
  - 石狩鍋 - 鮭などを具材とした北海道の鍋料理
  - 土手鍋 - 牡蠣を用いた広島県の鍋料理
- 副菜
  - 味噌汁 - 豚汁、冷汁
  - 味噌田楽 - 豆腐の切身等を竹串に刺し赤味噌等を付けて炭焼きにしたもの。
  - 風呂吹き - 大根等を煮て、練り味噌をかけて食べる料理[65][66][67]。
  - 濃漿 - 味噌味で濃く仕立てた汁物。鯉こくなど。
  - 土手焼き - 牛のすじ肉を味噌で煮込んだ大阪府の料理
- おやつ・菓子
  - 五平餅 - 潰したご飯に味噌をぬって串焼きにしたもの。
  - 味噌松風 - 味噌仕立ての焼き菓子。
  - 味噌饅頭 - 味噌生地のまんじゅう。
  - 味噌あん - 味噌で調味した白餡。柏餅などに使用される。
  - 味噌せんべい - 八丁味噌せんべい。味噌煎餅（岐阜県飛騨市）。
  - 味噌かりんとう - 八丁味噌を使ったかりんとう。
  - 味噌パン - 味噌を使った菓子パン、または惣菜パンの一種。

## 施設
- 「タケヤみそ」のタケヤ味噌会館 - 美術品・古い道具・説明など
- 八丁味噌の郷: カクキュー - 本社事務所と蔵は国の登録有形文化財[68]。昔の味噌蔵

## 組織
- 全国味噌工業協同組合連合会
- 味噌中央研究所
- みそソムリエ認定協会
- みそ汁協会

## ギャラリー
- 味噌焼きおにぎりと味噌汁

## 味噌にちなむことわざ、慣用句
- 手前味噌 - 手前が工夫を凝らしたところ。これが転じて後には自慢をも指すこともある。
- 手前味噌で塩が辛い - 自慢であるが、他人からはそう見えないこと。
- 味噌の味噌臭きは食われず - 自慢は他人から見ると食えないようなもの。
- 三年味噌にひばな汁 - 三年味噌が塩辛いことから、貧しい食べ物、けちなことのたとえ[69]。
- 味噌を付ける - 失敗して評判を落とす。面目を失う。
- 味噌の医者殺し - 良質な栄養源。
- 医者に金を払うよりも、味噌屋に払え
- 味噌と医者は古い方が良い - 時間が長く経過したものは、貴重であり良い物のたとえ。
- 女房と味噌は古いほど良い - 時間が長く経過したものは、ぶつかるような喧嘩もなく味も滑らか。
- 味噌に入れた塩はよそへは行かぬ - 味噌造りの塩と同様で、見えなくなっても無駄ではなく役に立っている。
- 味噌買う家は蔵が建たぬ - 味噌は自分で作るもの。
- 塩も味噌もたくさんな人 - 大切な物を沢山持っている優れた人。
- 五菜三根 - 徳川家康の長寿のもとの野菜満載味噌汁。大根・ごぼう・人参など三種の根と、大根の葉・玉ねぎ、白菜、キャベツ、ほうれんそうなど五種。
- 味噌っかす - 味噌を「こした時に残される」滓の意味。「お出かけした時に残される」ような、一人前とみなされない子供を主に指す。
- 味噌っ歯 - 虫歯の一種。乳歯の前歯にみられる環状齲食（輪状齲食ともいう）のこと[70]。
- 味噌も糞も一緒 - 性質のことなるものを、区別しないで何もかも一緒にすること。
- 味噌が腐る - 糠味噌で言われる。悪声であったり調子が外れていたりする歌いぶりをあざける言葉。